# Sidymella parallela
Sidymella parallela là một loài nhện trong họ Thomisidae.
Loài này thuộc chi Sidymella. Sidymella parallela được Cândido Firmino de Mello-Leitão miêu tả năm 1929.